# Cattedrali in Mozambico
Questa è una lista delle cattedrali in Mozambico.

## Cattedrali cattoliche
| Cattedrale                                    | Arcidiocesi o Diocesi   | Località     | Immagine |
| --------------------------------------------- | ----------------------- | ------------ | -------- |
| Cattedrale di Nostra Signora Regina del Mondo | Diocesi di Alto Molócuè | Alto Molócuè |          |
| Cattedrale di Nostra Signora del Rosario      | Arcidiocesi di Beira    | Beira        |          |
| Cattedrale dell'Immacolata Concezione         | Diocesi di Chimoio      | Chimoio      |          |
| Cattedrale di Sant'Antonio da Padova          | Diocesi di Gurué        | Gurué        |          |
| Cattedrale di Nostra Signora della Salvezza   | Diocesi di Quelimane    | Quelimane    |          |
| Cattedrale di San Giacomo Maggiore            | Diocesi di Tete         | Tete         |          |
| Cattedrale dell'Immacolata Concezione         | Arcidiocesi di Maputo   | Maputo       |          |
| Cattedrale dell'Immacolata Concezione         | Diocesi di Inhambane    | Inhambane    |          |
| Cattedrale di San Giovanni Battista           | Diocesi di Xai-Xai      | Xai-Xai      |          |
| Cattedrale di Nostra Signora di Fátima        | Arcidiocesi di Nampula  | Nampula      |          |
| Cattedrale di San Giuseppe                    | Diocesi di Lichinga     | Lichinga     |          |
| Cattedrale di Nostra Signora del Buon Viaggio | Diocesi di Nacala       | Nacala       |          |
| Cattedrale di San Paolo                       | Diocesi di Pemba        | Pemba        |          |

## Cattedrali anglicane
| Cattedrale                   | Arcidiocesi o Diocesi | Località |
| ---------------------------- | --------------------- | -------- |
| Cattedrale di Sant'Agostino  | Diocesi di Lebombo    | Maputo   |
| Cattedrale di San Bartolomeo | Diocesi di Niassa     | Messumba |

## Cattedrale greco-ortodossa
| Cattedrale                     | Diocesi                  | Città  |
| ------------------------------ | ------------------------ | ------ |
| Cattedrale dei Santi Arcangeli | Arcidiocesi di Mozambico | Maputo |

## Galleria d'immagini

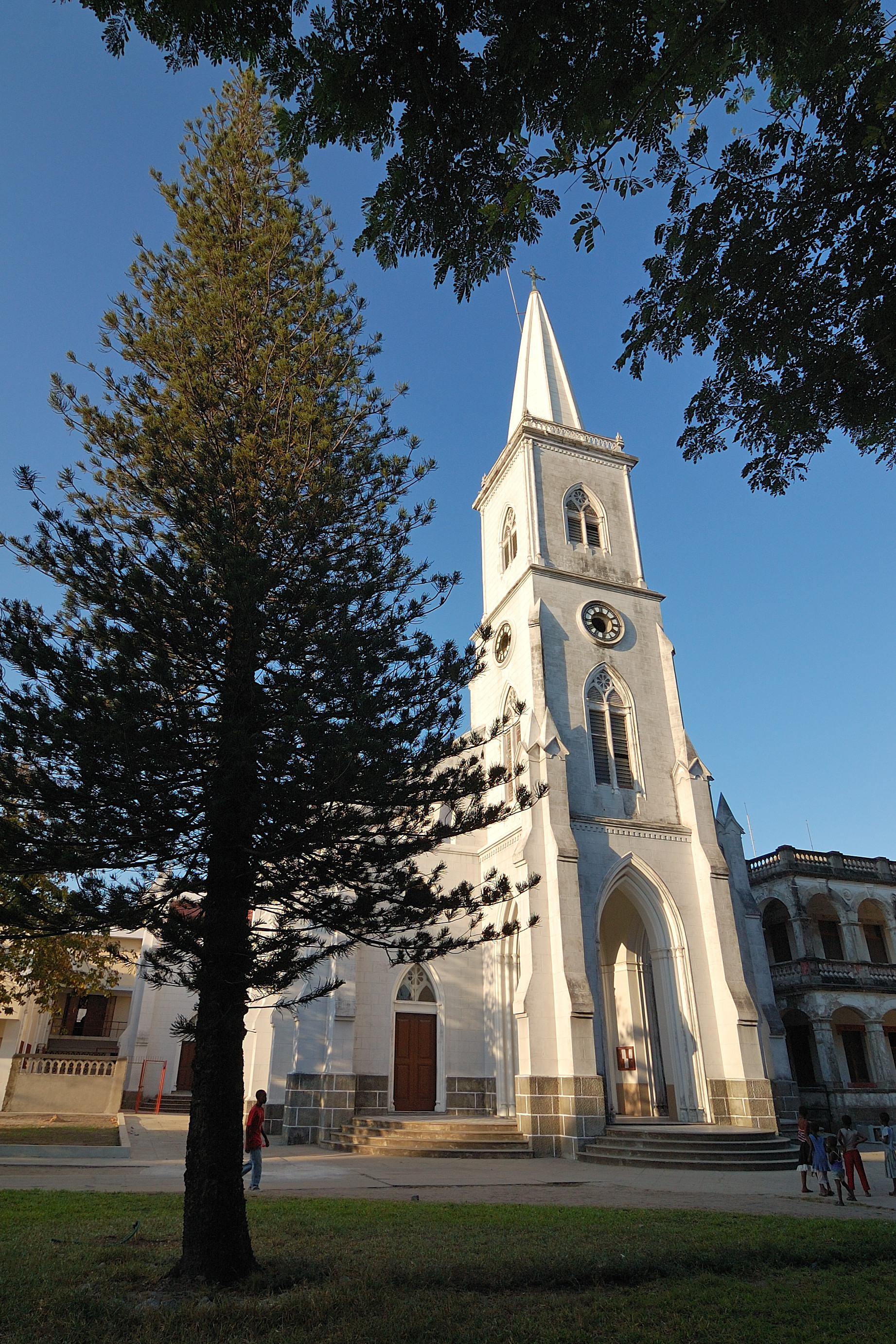
Cattedrale di Beira
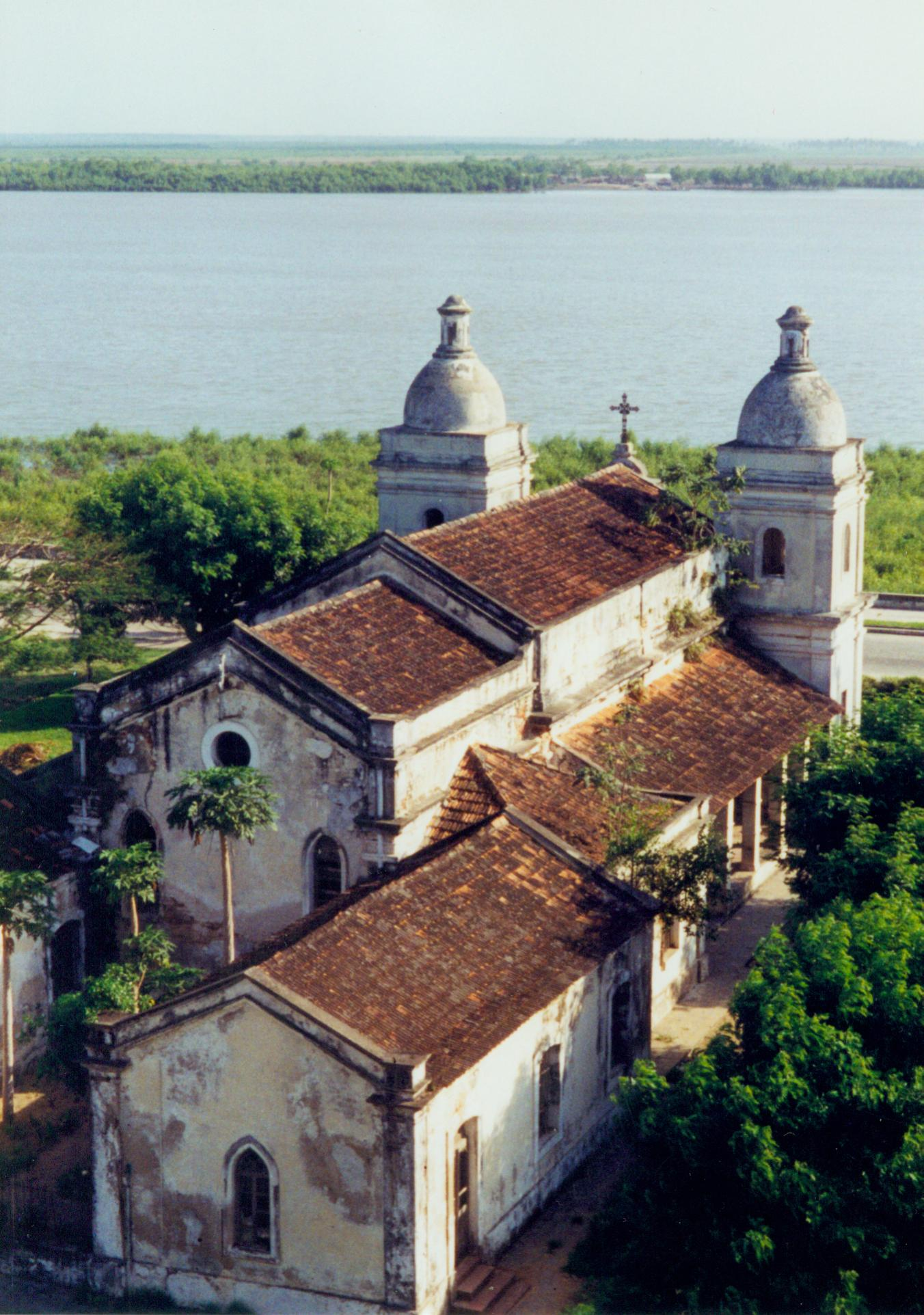
Cattedrale vecchia di Quelimane
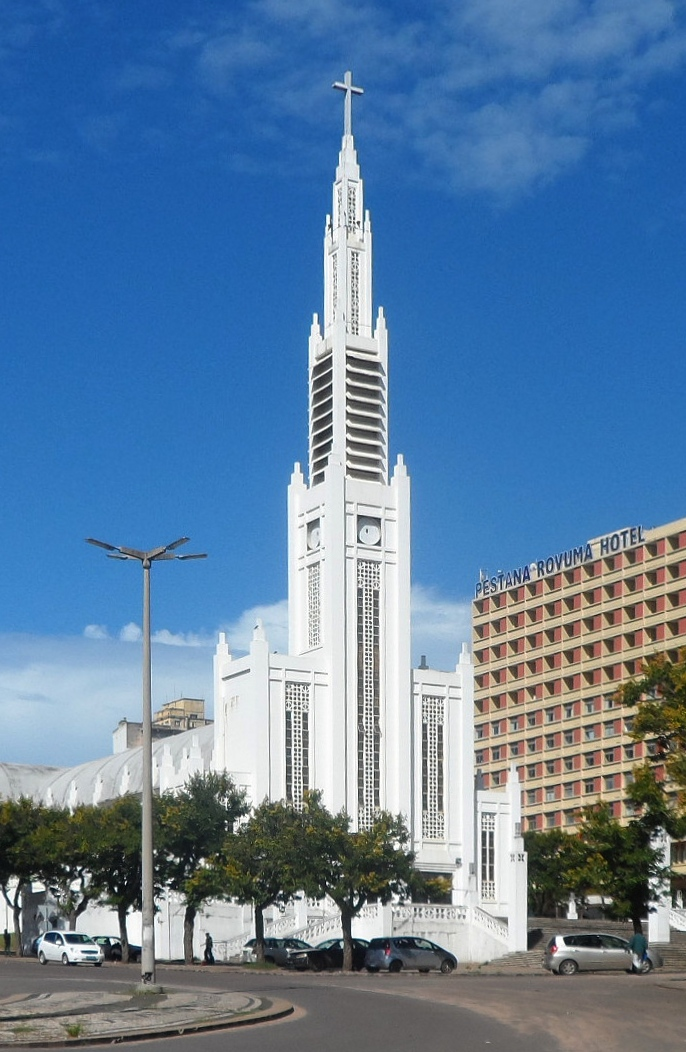
Cattedrale di Maputo